# Clonatu'
Daniel Ionescu (cunoscut sub numele Clonatu', n. 1972, București, România) este un fost rapper și membru al duo-ului de rap R.A.C.L.A., înființată împreună cu fratele său, Călin Ionescu (Rimaru). Cei doi au devenit cunoscuți pentru versurile complexe și inteligente, dar și pentru faptul că au lansat primul album de rap românesc, Rap-sodia Efectului Defectului.
După lansarea celui de al doilea album, Cei care te calcă pe cap, se retrage din industrie pentru a se concentra pe rolul său de reprezentant de vânzări in cadrul companiei de IT, Softwin. El mai apare ultima oară oficial pe albumul celor de la Da Hood Justice (Născut Pentru Asta).